# Sport en Asie
En Asie, les sports les plus populaires sont le football, le cricket, le basketball, le baseball, le badminton et le tennis de table.

## Cricket
Le Cricket est le sport le plus populaire en Asie. 

## Football

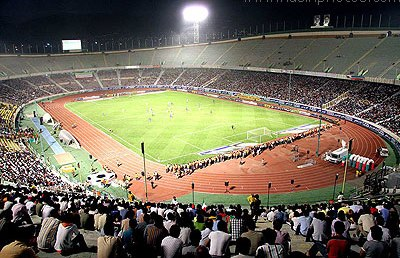
Stade Azadi à Téhéran en Iran lors d'un match de football

Comme de partout dans le monde, le football est l'un des principaux sports mais en Asie, il se trouve souvent dans l'ombre d'autre sport tels que le cricket, le  badminton, le tennis de table et bien d'autres sports de combat.
Malgré tous le football essaye d'imposer sa marque tels qu'en Inde avec notamment l'Indian Super League qui concurrence le cricket, sport national du pays, cette nouvelle compétition a vu venir des stars européennes et sud-américaine du ballon rond comme Alessandro Del Piero, David Trezeguet ou encore Elano Blumer.
Le football n'a eu aucun mal à s'imposer dans des pays comme le Japon, la Corée du Sud, l'Arabie saoudite, les Émirats arabes unis ou l'Iran.

## Arts martiaux
La plupart des arts martiaux sont originaires de cette partie du globe tels que le karaté, le taekwondo, le judo, etc.